# Rhopalochernes antillarum
Rhopalochernes antillarum es una especie de arácnido  del orden Pseudoscorpionida de la familia Chernetidae.

## Distribución geográfica
Se encuentra en San Vicente y las Granadinas.